# Kronenberg-Center
Kronenberg-Center is een winkelcentrum in de Westviertel van Essen.
Het centrum is gelegen op een voormalig industrieterrein van de gietstaalfabriek van Krupp in de zogenaamde Krupp-Gürtel, vlak bij het nieuwe hoofdkantoor van Thyssen-Krupp. Het terrein heeft een oppervlakte van 63.000 m². Hierop staat een wit boemerang-vormig gebouw met grasdak naar een ontwerp van KZA Koschany + Zimmer, dat een verkoopvloeroppervlakte heeft van ca. 25.000 m². In het midden bevindt zich de Real hypermarkt met winkelgalerij en aan de zijvleugels zijn grotere winkelruimten. Het centrum huisvest zo'n 25 winkels.
Het winkelcentrum is ontwikkeld door de Metro Properties en werd gekocht door investeerder LHI. De ontwikkeling heeft ongeveer 60 miljoen euro gekost.